# Paul McGrath (Politiker)
Paul McGrath (* 13. Februar 1948 im County Westmeath) ist ein früherer irischer Politiker der Fine Gael. Von 1989 bis 2007 war er Teachta Dála (Abgeordneter) im Dáil Éireann. 

## Biografie
McGrath wuchs in Ballymore auf und studierte an der Leeds Trinity University. Er arbeitete dann zunächst als Lehrer im County Westmeath.
Bei den Wahlen zum Dáil Éireann 1989 kandidierte er erstmals für die Fine Gael im Wahlkreis Longford–Westmeath und wurde gewählt. Bei den folgenden Wahlen 1992, 1997 und 2002, bei denen er im neugebildeten Wahlkreis Westmeath antrat, konnte er den Sitz jeweils verteidigen.
2006, als bekannt wurde, dass der Wahlkreis wieder auf Longford–Westmeath zugeschnitten würde, kündigte er an, bei den kommenden Wahlen 2007 nicht wieder zu kandidieren.